# علي داراسا
علي داراسا محمد (بالإنجليزية: Ali Darassa)‏ (23 يوليو 1965 - )، هو قائد نيجيري فولاني وزعيم مجموعة متمردة في جمهورية أفريقيا الوسطى وهي الاتحاد من أجل السلام في جمهورية أفريقيا الوسطى (UPC)، المُسيطرة على جميع أنحاء بامباري. كان الساعد الأيمن من لزعيم المتمردين التشاديين عبد القادر بابا لادا حتى استسلامه في سبتمبر 2012، بعد حل سيليكا، بدأت تتشكل حركات أخرى من مقاتلي سيليكا السابقين، وأعلن نور الدين آدم الانفصال للمنطقة الشمالية والتي تُسمى جمهورية لوجون وهي الخطوة التي عارضها علي داراسا، وحدث قتال بين الاتحاد من أجل السلام في جمهورية أفريقيا الوسطى (UPC) وبين قوات نور الدين.